# Henri Victor de L'Espinay
Pour les articles homonymes, voir De l'Espinay.
Henri Victor, vicomte de L'Espinay où Lespinay (26 juillet 1808 - Sainte-Cécile (Vendée) ✝ 19 avril 1878 - Nantes (Loire-Inférieure)), fut un homme d'Église et politique vendéen du XIXe siècle.

## Biographie
Henri Victor de L'Espinay naquit au château des Moulinets, près de Sainte-Cécile (Vendée). Il commença ses études au petit séminaire de Luçon, les continua au petit séminaire de Sainte-Anne-d'Auray, et les acheva à Paris.
De retour aux Moulinets, il épousa, à Nantes le 8 janvier 1833, sa cousine, Mlle de Cornulier, sœur d'Auguste de Cornulier de La Lande ; veuf après six mois de mariage, il entra, en 1836, au séminaire Saint-Sulpice, fut ordonné prêtre le 5 juin 1841, et, après avoir dirigé à l'église Saint-Sulpice le Catéchisme de persévérance, fut nommé curé des Essarts (Vendée) (1842). Il fonda une école de garçons, soutint l'école des filles, et, lors de la nomination de Mgr Baillès à l'évêché de Luçon (1845), fut appelé auprès de lui comme vicaire général (mars 1846).
L'influence qu'il avait acquise le désigna, le 23 avril 1848, aux suffrages des électeurs conservateurs de la Vendée pour les représenter à l'Assemblée constituante de 1848 ; il fut élu, le 1er sur 9, par 50 072 voix sur 86 221 votants et 104 486 inscrits, siégea à droite, mais vota parfois avec la gauche, notamment pour l'abolition de la peine de mort, et contre le maintien de l'état de siège, et se prononça pour la loi sur les attroupements, pour le décret contre les clubs, contre la proposition Proudhon, contre le rétablissement de la contrainte par corps, contre l'impôt progressif, contre l'amendement Grévy, contre le droit au travail, pour la réduction de l'impôt sur le sel, pour le renvoi des accusés du 15 mai devant la Haute Cour, pour l'ordre du jour Oudinot, pour l'interdiction des clubs, pour le blâme de la dépêche Léon Faucher, contre l'abolition de l'impôt des boissons.
Partisan des deux Chambres, il adopta néanmoins l'ensemble de la Constitution républicaine de 1848. Après l'élection du 10 décembre de la même année, il soutint, au-dedans et au-dehors le gouvernement de Louis-Napoléon
Réélu, le 13 mai 1849, représentant de la Vendée à l'Assemblée législative, le 1er sur 8, par 44 642 voix sur 61 522 votants et 103 432 inscrits, il reprit sa place à droite, s'associa à tous les votes de la majorité monarchiste, pour la loi Falloux-Parieu sur l'enseignement, pour la loi du 31 mai restrictive du suffrage universel. Il participe à la Commission sur l'assistance et la prévoyance publiques présidée par Thiers.
Il ne se rallia pas à la politique personnelle du prince-président et protesta contre le coup d'État du 2 décembre 1851.
Le 20 février 1852, M. de Lespinay posa sa candidature indépendante au Corps législatif dans la 1re circonscription de la Vendée ; mais les partisans de son concurrent, M. de Sainte-Hermine, propagèrent le bruit qu'il refusait de prêter serment et que l'élection serait à recommencer. Dans ces conditions il échoua avec 6 905 voix, contre 9 367 à l'élu, M. de Sainte-Hermine, dont l'élection fut validée par le Corps législatif malgré une très vive opposition de M. Bouhier de l'Écluse.
M. de Lespinay renonça dès lors à la politique, se livra à la prédication, fut proposé en 1856 pour le poste de vicaire général de l'évêque de Nantes, redevint vicaire général de l'évêque de Luçon, fut nommé supérieur des communautés du Carmel et de l'Union chrétienne et acquit de la réputation comme orateur.
Nommé protonotaire apostolique en 1864, M. de Lespinay résigna ses fonctions de vicaire général en 1869 pour raison de santé, refusa les fonctions de conseiller général du canton de Challans, accepta celles de conseiller municipal de Luçon, mais se retira bientôt à Nantes où il mourut en 1878. Mgr de L'Espinay fut inhumé au cimetière de La Flocellière.

### Vie familiale
Henri Victor était le fils cadet de Alexis Gabriel (1786 ✝ 1815), comte de L'Espinay (branche de Soullandeau) et de Armande Cécile Victoire Joséphine Le Bœuf des Moulinets (1789 ✝ 1862).
Le vicomte épousa le 7 janvier 1833, à Nantes, Adèle Gabrielle Rosalie Marie de Cornulier (7 novembre 1814 ✝ 9 novembre 1833 - Sainte-Cécile (Vendée)), fille de Louis-Auguste de Cornulier (19 septembre 1776 - Saint-Étienne-de-Mer-Morte ✝ 27 janvier 1843 - Nantes), et de Adélaïde Bonne de L'Espinay (4 mars 1790 - Bois-de-Céné ✝ 21 février 1856 - Nantes) (sœur de Alexis Gabriel de L'Espinay). Mme de Cornulier mourut sans postérité.

## Fonctions
- Prêtre catholique (5 juin 1841) ;
- Curé des Essarts (Vendée) (1842) ;
- Vicaire général de l'évêque de Luçon (mars 1846) ;
- Député de la Vendée à l'Assemblée constituante de 1848 (23 avril 1848) ;
- Député de la Vendée à l'Assemblée législative (13 mai 1849) ;
- Proposé pour le poste de vicaire général de l'évêque de Nantes (1856) ;
- Vicaire général de l'évêque de Luçon ;
- Protonotaire apostolique (1864) ;
- Conseiller municipal de Luçon.

## Titres
- Vicomte de L'Espinay.

## Armoiries
« Armes des L'Espinay ou Lespinay  : D'argent, à trois épines arrachées de sinople, posées 2 et 1. Devise: SEQUAMUR QUO FATA VOCANT,,. »

 Armes parlantes.
(espinay⇔épines).